# Херман Нунберг
Херман Нунберг (на немски: Hermann Nunberg) е австрийски психоаналитик и невролог.

## Биография
Роден е на 23 януари 1884 година в Бенджин, Полша. Получава медицинската си степен от Университета в Цюрих през 1910 и за кратко практикува психиатрия в Шафхаузен и Берн. През 1914 става асистент на Юлиус Вагнер-Яурег във Виена, а през 1915 се присъединява към Виенското психоаналитично общество, на което е представен от Лудвиг Йекелс. Тогава започва аналитичното си обучение с Пол Федерн. Остава във Виена до 1932, когато емигрира в САЩ и работи във Филаделфия и Ню Йорк.
Докато е студент в Цюрих Нунберг помага на Карл Густав Юнг в психиатричната клиника Бургхьолцли с тестове за асоциации. През 1932 копие от неговите лекции са публикувани, а в предговора към публикацията впечатления Зигмунд Фройд написва следното:
| „ | Съдържа най-пълното и добросъвестно представяне на психоаналитичната теория относно невротичните процеси, които ние притежаваме. | “ |

През 1955 година лекциите на Нунберг са публикувани в книга, озаглавена „Принципи на психоанализата“. Нунберг също така е ранен поддръжник на сесиите за обучителна анализа за психоаналитиците. Докато е в Ню Йорк, той е член на Нюйоркското психоаналитично общество и негов президент от 1950 до 1952 година.
Умира на 20 май 1970 година в Ню Йорк на 86-годишна възраст.